# Lophoptera negretina
Lophoptera negretina är en fjärilsart som beskrevs av George Francis Hampson 1902. Lophoptera negretina ingår i släktet Lophoptera och familjen nattflyn. Inga underarter finns listade i Catalogue of Life.